# 风筝魏
风筝魏为天津的一种民间美术品，创始于清代同治年间，现为天津市首批国家级非物质文化遗产扩展项目。

## 历史
清同治十一年（1872年6月8日），风筝魏创始人魏元泰生于天津。他16岁到天津老城北门内的蒋记“天福斋”扎彩铺帮工学徒。四年后，魏元泰鼓楼东大街开设长清斋魏记风筝作坊。风筝魏第二代传人魏慎行、第三代传人魏永昌学、第四代传人为魏国秋先后传承风筝魏的制作手艺。

## 艺术特色
风筝魏的材料均选用上等优质材料，骨架穿眼儿，扣榫固定，结构繁多。裱糊工艺均用真丝，绢，绸，并用纯手工描绘，着色上采用退晕法。其代表作有：“锣鼓雁”、“飞鹰”、“龙睛鱼”、“螃蟹”、“松鹤延年”、“送饭”、“背负锣鼓”。

## 获奖
- 2001年获中华天津民间精品展银奖。
- 2004年获中国民间艺术山花奖，民间工艺奖银奖。
- 2004年获联合国教科文组织授予“民间工艺美术家”称号。